# O. J. Howard
O'Terrius Jabari "O. J." Howard (Prattville, Alabama, 19 de novembro de 1994 é um jogador de futebol americano que atua na posição de tight pela franquia Tampa Bay Buccaneers, da National Football League (NFL). Foi selecionado pelos Bucs com a 19º escolha do draft de 2017. 